# Pianoro
Pianoro is een gemeente in de Italiaanse metropolitane stad Bologna (regio Emilia-Romagna) en telt 16.591 inwoners (31-12-2004). De oppervlakte bedraagt 107,1 km², de bevolkingsdichtheid is 151 inwoners per km².
De volgende frazioni maken deel uit van de gemeente: Carteria, Gorgognano, Guzzano, Livergnano, Montecalvo, Montelungo Musiano, Pian di Macina, Rastignano, Sesto.

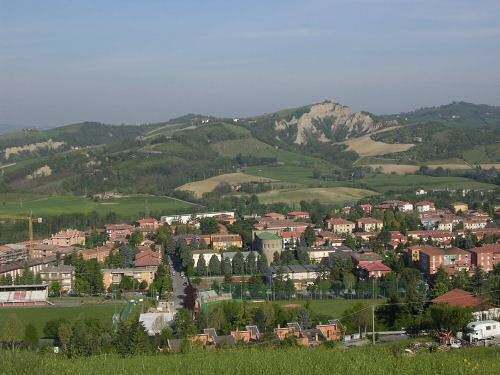
Pianoro
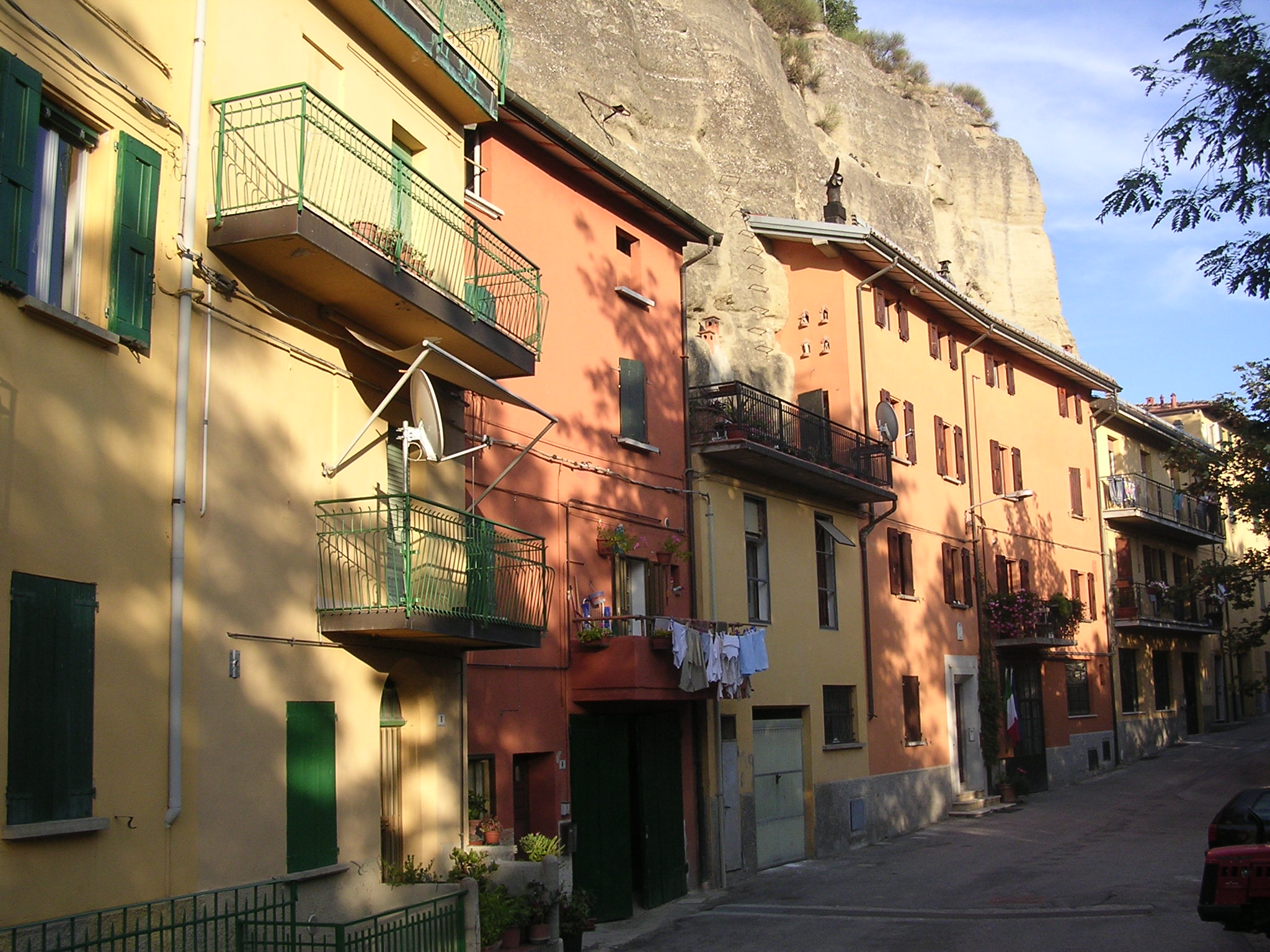
Livergnano

## Demografie
Pianoro telt ongeveer 6975 huishoudens. Het aantal inwoners steeg in de periode 1991-2001 met 12,8% volgens cijfers uit de tienjaarlijkse volkstellingen van ISTAT.
| Jaar | Inwoneraantal |
| ---- | ------------- |
| 1991 | 14.342        |
| 2001 | 16.181        |

## Geografie
De gemeente ligt op ongeveer 200 meter boven zeeniveau.
Pianoro grenst aan de volgende gemeenten: Bologna, Loiano, Monterenzio, Monzuno, Ozzano dell'Emilia, San Lazzaro di Savena, Sasso Marconi.